# Пхракханонг
Пхракхано́нг (тайск. พระโขนง) — один из 50 районов (кхетов) Бангкока. Граничит (начиная с севера, далее по часовой стрелке) с районами Бангкока Суанлуанг, Правеет и Бангна, ампхе Пхрапрадэнг провинции Самутпракан, районами Бангкока Кхлонгтей и Ваттхана.

## История
С 1902 года Пхракханонг был ампхе (районом) провинции Накхонкхыанкхан, которая в 1914 году была переименована в Пхрапхрадэнг. В 1927 году район перешёл от Пхрапхрадэнга Бангкоку, а затем был разбит на несколько меньших районов: Правеет, Кхлонгтей и Бангна. Позднее, в 1989 году, из части Кхлонгтея был выделен район Ваттхана, и от Правеета — Суанлуанг. В 1998 году от Пхракханонга была отделена Бангна.
Несмотря на эти изменения, многие жители до сих пор называют окружающие районы Пхракханонгом. Станция рельсового транспорта BTS, открытая в 1999 году и носящая название Пхракханонг, на самом деле находится в кхвэнге Пхракханонг Ныа района Ваттхана.
Слово кханонг в названии района по одной версии происходит от кхмерского слова, означающего «бровь», по другой от слова кханон (ขนอน), означающего «таможня» (район был важным морским портом на протяжении длительного времени, и история Пхрапхрадэнга уходит на 1000 лет назад, в период Кхмерской империи).
Храм Ват Махабут со святилищем, посвящённым Мэ Нак Пхра Кханонг, после изменения административного деления в 1997 году находится в районе Суанлуанг.

## Администрация
Район разделён на два кхвэнга (подрайона).
| 1. | Бангчак         | บางจาก    |
| 2. | Пхракханонг Тай | พระโขนงใต้ |

## Достопримечательности
- Храм Ват Тхаммамонгкхон (วัดธรรมมงคล). Имеет самую высокую чеди (ступу) своего вида в Таиланде под названием Пхра Вирия Монгкхон Махачеди (พระวิริยะมงคลมหาเจดีย์) — это квадратная чеди, построенная в стиле храма Махабодхи в Бодх-Гая, Индия. Её вершина украшена 17-ю килограммами золота и 1063 алмазами. Здесь хранятся большие изображения жадового Будды и богини Гуаньинь.
- Храм Ват Вачиратхам Сатхит (วัดวชิรธรรมสาธิต) или Ват Тхунг (วัดทุ่ง). Важный религиозный объект для местного населения. В апреле здесь проводится празднование Сонгкрана.
- Николаевский собор — кафедральный собор Таиландской епархии Русской православной церкви. Приход основан в 1999 году. Современное здание построено в 2012—2014 годы.

## Транспорт
На территории района Пхракханонг располагаются 2 станции расширения линии Сукхумвит законченного в августе 2011 года надземного метрополитена BTS Skytrain: Бангчак и Пуннавитхи.

## Внешние ссылки
- Официальный сайт района
- Сайт Бангкокской городской администрации с достопримечательностями района Архивная копия от 6 сентября 2005 на Wayback Machine
- План по расширению линии BTS